# Tipula unicincta
Tipula unicincta är en tvåvingeart. Tipula unicincta ingår i släktet Tipula och familjen storharkrankar.

## Underarter
Arten delas in i följande underarter:
- T. u. bifila
- T. u. unicincta